# Municipio de Pleasant Hill (Dakota del Norte)
El municipio de Pleasant Hill (en inglés: Pleasant Hill Township) es un municipio ubicado en el condado de Kidder en el estado estadounidense de Dakota del Norte. En el año 2010 tenía una población de 56 habitantes y una densidad poblacional de 0,6 personas por km².

## Geografía
El municipio de Pleasant Hill se encuentra ubicado en las coordenadas 46°51′27″N 100°0′51″O / 46.85750, -100.01417. Según la Oficina del Censo de los Estados Unidos, el municipio tiene una superficie total de 93.14 km², de la cual 91,8 km² corresponden a tierra firme y (1,43 %) 1,33 km² es agua.

## Demografía
Según el censo de 2010, había 56 personas residiendo en el municipio de Pleasant Hill. La densidad de población era de 0,6 hab./km². De los 56 habitantes, el municipio de Pleasant Hill estaba compuesto por el 100 % blancos. Del total de la población el 0 % eran hispanos o latinos de cualquier raza.